# Islas Estelas (Portugal)
Islas Estelas (en portugués: Ilhas Estelas) son un grupo islas portuguesas que son parte de un archipiélago mayor llamado Berlengas, y que se encuentran al noroeste de la isla principal del archipiélago, la isla de Berlenga. Desde un punto de vista geológico, están constituidas por las mismas rocas que la isla Berlenga, es decir, rocas intrusivas (granitos).
La isla Berlenga se encuentra a 11 km de Peniche. Posee 1500 m de longitud y 800 m de ancho.
Algunos barcos exploran sus grutas en busca de recuerdos del pasado. Se practica la navegación a vela, remo y otros deportes acuáticos.